# 음력 10월 23일
음력 10월 23일은 음력 10월의 23번째 날이다.

## 사건
- 1979년 - 전두환 보안사령관 등 신군부 일당 정승화 육군참모총장 불법체포 12.12 내란 사태 발생
- 2020년 - 코로나바이러스감염증-19 수도권 2.5단계 격상
- 2024년 - 윤석열 불법 계엄 선포 후 충암파 등 군 요직 지휘관들 국회 선관위 무장 침탈 시도

## 문화
- 1980년 - 정부의 언론통폐합 조치에 따라 신문, 방송, 통신사들이 통폐합되었다. TBC 동양방송 및 DBS 동아방송 등 폐국.

## 탄생
- 1963년 - 대한민국의 제21대 대통령 이재명.

## 사망
- 1783년 - 홍대용

## 같이 보기
- 음력 360일: 1월 2월 3월 4월 5월 6월 7월 8월 9월 10월 11월 12월
- 전날:10월 22일 다음날:10월 24일 - 전달:9월 23일 다음달:11월 23일
- 양력:10월 23일
- 음력, 윤달